# Alfred Rust
Alfred Rust (født 4. juli 1900 i Hamburg, død 14. august 1983 i Ahrensburg) var en tysk forhistorisk arkæolog. Selvom han var selvlært, blev han pioner i studiet af den senpalæolitiske hamburgkultur, især gennem sine udgravninger i Nordtyskland. Rust var meget passioneret og lærte hurtigt om arkæologien. Han er kendt for at have opdaget Ahrensburgkulturen, som før var ukendt. Tanken om mennesker under den glaciale periode var radikal i samtiden og blev derfor ikke accepteret i begyndelsen.

## Ungdom
Alfred Rust voksede op i en meget beskeden familie uden en far. Som barn elskede Alfred at observere naturen og moserne der omgiver Hamborg. Som ung kom han i lære som elektriker, men lod sig indskrive til aftenundervisning på Hamborgs Arkæologiske Institut (Volkshochschule zur Archäologie). Han var meget målrettet og passioneret angående forhistorisk arkæologi, hvor Alfreds lærere opdagede hans potentiale.

## Rejsen til Mellemøsten
I datiden foregik blandt arkæologer, især Gustav Schwantes og professor Meyer i Wien, en diskussion om eksistensen af den såkaldte "Ascalonkultur" i Levanten. Meyer havde i Ascalon i Palæstina fundet en overfladeboplads med forskellige redskaber, blandt hvilke skæftede økser, der i givet fald var ældre end tidligere antaget og muligvis kommet til Europa fra Mellemøsten. Schwantes mente derimod, at skæftede økser var blevet til i Ahrensburgkulturen i Nordeuropa. Fundforholdene tillod ikke en afgørelse af spørgsmålet, da overfladefund kan være sammensat fra flere kulturer.
I begyndelsen af 1930 fortalte Rust sin aftenskolelærer, at han ville rejse til Syrien for at søge efter og udgrave en stenalderboplads med lagdeling for at finde ud af, om Ascalonkulturen var reel eller et konstrueret resultat skruet sammen alene ved overfladefund. Rust valgte at foretage rejsen på cykel og med sine få opsparede penge. Sammen med en kammerat startede rejsen i september. De to nåede lige akkurat at passere Balkan og Tyrkiet inden, at vintervejret satte ind, hvilket ville have forhindret rejsen.
Som følge af den sparsomme kost blev Rust syg og indlagt på det danske hospital i Nebek. Her fik han oplyst, at der fandtes nogle klippely ved Jabrud ikke så langt derfra. Ved at undersøge disse fandt han tre hulebopladser med uforstyrrede stenalderaflejringer. Rust vendte derefter hjem og nåede tilbage til Hamborg i april 1931. Samme efterår rejste han tilbage til Syrien og brugte nu tre år til hver vinter at udgrave hulerne. Han havde fået et tilskud fra museet i Bremen på 1400 kr. Han boede på hospitalet i Nebek og godtgjorde sit ophold ved at medbringe og installere elektrisk udstyr. I 1933 blev han ramt af dysenteri, men da var hans arbejde praktisk talt afsluttet, og han havde påvist 45 beboelseslag, der strakte sig fra slutningen af sidste istid til agerbrugets begyndelse. Intet af disse lag kunne udvise de genstande, som skulle tilhøre "Ascalonkulturen", samlet, og denne kultur måtte derfor afvises som en arkæologisk realitet.